# IIHF Continental Cup 2007/08
Der IIHF Continental Cup 2007/08 war die elfte Austragung des von der Internationalen Eishockey-Föderation IIHF ausgetragenen Wettbewerbs. Am vom 19. September 2007 bis 6. Januar 2008 ausgetragenen Turnier nahmen 17 Mannschaften aus 17 Ländern teil. Die Finalrunde wurde vom 4. bis 6. Januar 2008 in der lettischen Hauptstadt Riga ausgetragen.
Zwei Finalrundenteilnehmer waren gesetzt, der Gastgeber HK Riga 2000 und Ak Bars Kasan aus Russland, als Vertreter des am höchsten platzierten Landes nach der IIHF-Weltrangliste 2007, das für das Turnier gemeldet hatte. Die beiden weiteren Finalteilnehmer wurden in drei Qualifikationsrunden ermittelt.

## Qualifikation

### Erste Runde
Die Spiele der ersten Runde fanden vom 14. bis zum 16. September 2007 im rumänischen Miercurea Ciuc statt. Es wurde lediglich in einer Gruppe gespielt, deren Sieger sich für die zweite Runde qualifiziert. Da die für die zweite Runde bereits qualifizierte ukrainische Mannschaft HK ATEK Kiew in Insolvenz gegangen war, wurde nachträglich der Gruppenzweite für die Spiele der zweiten Runde eingeladen.

#### Gruppe A
Der Gastgeber SC Miercurea Ciuc erreichte mit drei Siegen souverän die nächste Runde. Nachträglich rückte auch der Zweitplatzierte KHL Mladost Zagreb, der fünf Punkte erreichte, die zweite Qualifikationsrunde.
| 14. September 2007 | KHL Mladost Zagreb                     | 9:8 n. V. (2:1, 4:2, 2:5, 1:0) | Kocaeli Büyükşehir Belediyesi Kağıt SK | Vakar Lajos, Miercurea Ciuc Zuschauer: |
| 14. September 2007 | CG Puigcerdà                           | 2:13 (0:2, 2:7, 0:4)           | SC Miercurea Ciuc                      | Vakar Lajos, Miercurea Ciuc Zuschauer: |
| 15. September 2007 | KHL Mladost Zagreb                     | 9:1 (5:0, 2:0, 2:1)            | CG Puigcerdà                           | Vakar Lajos, Miercurea Ciuc Zuschauer: |
| 15. September 2007 | SC Miercurea Ciuc                      | 10:4 (2:0, 2:1, 4:3)           | Kocaeli Büyükşehir Belediyesi Kağıt SK | Vakar Lajos, Miercurea Ciuc Zuschauer: |
| 16. September 2007 | Kocaeli Büyükşehir Belediyesi Kağıt SK | 5:4 (-:-, -:-, -:-)            | CG Puigcerdà                           | Vakar Lajos, Miercurea Ciuc Zuschauer: |
| 16. September 2007 | SC Miercurea Ciuc                      | 8:1 (0:0, 5:0, 3:1)            | KHL Mladost Zagreb                     | Vakar Lajos, Miercurea Ciuc Zuschauer: |

| Pl. |                                        | Sp | S | OTS | OTN | N | Tore  | Punkte |
| 1.  | SC Miercurea Ciuc                      | 3  | 3 | 0   | 0   | 0 | 31:07 | 9      |
| 2.  | KHL Mladost Zagreb                     | 3  | 1 | 1   | 0   | 1 | 19:17 | 5      |
| 3.  | Kocaeli Büyükşehir Belediyesi Kağıt SK | 3  | 1 | 0   | 1   | 1 | 17:23 | 4      |
| 4.  | CG Puigcerdà                           | 3  | 0 | 0   | 0   | 3 | 07:27 | 0      |

### Zweite Runde
Die zweite Runde des Continental Cups wurde vom 12. bis zum 14. Oktober 2007 in drei Gruppen ausgespielt. Die Spiele der Gruppe B fanden im dänischen Aalborg statt, die Spiele der Gruppe C im niederländischen Tilburg und die Spiele der Gruppe D im polnischen Nowy Targ.
Der Sieger der Gruppe A, SC Miercurea Ciuc, qualifizierte sich zur Teilnahme in der Gruppe D. Da die eigentlich gesetzte ukrainische Mannschaft HK ATEK Kiew in Insolvenz gegangen war, rückte die kroatische Mannschaft KHL Mladost Zagreb als Zweiter der Gruppe A nach und spielte in Gruppe C.

#### Gruppe B
In der Gruppe B setzte sich der gastgebende AaB Ishockey nach drei Siegen durch. Dabei ließen sie den österreichischen Meister EC Red Bull Salzburg hinter sich.
Insgesamt besuchten 3.100 Zuschauer die sechs Turnierspiele.
| 12. Oktober 2007 16:00 Uhr | HK Slavija Ljubljana | 0:8 (0:4, 0:3, 0:1)            | EC Red Bull Salzburg | Gigantium, Aalborg Zuschauer: 150   |
| 12. Oktober 2007 19:30 Uhr | AaB Ishockey         | 3:0 (1:0, 1:0, 1:0)            | Coventry Blaze       | Gigantium, Aalborg Zuschauer: 1.000 |
| 13. Oktober 2007 16:00 Uhr | AaB Ishockey         | 4:2 (1:0, 0:1, 3:1)            | HK Slavija Ljubljana | Gigantium, Aalborg Zuschauer: 400   |
| 13. Oktober 2007 19:30 Uhr | Coventry Blaze       | 3:2 n. V. (0:2, 0:0, 2:0, 1:0) | EC Red Bull Salzburg | Gigantium, Aalborg Zuschauer: 500   |
| 14. Oktober 2007 16:00 Uhr | HK Slavija Ljubljana | 4:2 (1:1, 1:0, 2:1)            | Coventry Blaze       | Gigantium, Aalborg Zuschauer: 100   |
| 14. Oktober 2007 19:30 Uhr | AaB Ishockey         | 4:2 (1:0, 2:0, 1:2)            | EC Red Bull Salzburg | Gigantium, Aalborg Zuschauer: 950   |

| Pl. |                      | Sp | S | OTS | OTN | N | Tore  | Punkte |
| 1.  | AaB Ishockey         | 3  | 3 | 0   | 0   | 0 | 11:04 | 9      |
| 2.  | EC Red Bull Salzburg | 3  | 1 | 0   | 1   | 1 | 12:07 | 4      |
| 3.  | HK Slavija Ljubljana | 3  | 1 | 0   | 0   | 2 | 06:14 | 3      |
| 4.  | Coventry Blaze       | 3  | 0 | 1   | 0   | 2 | 05:09 | 2      |

#### Gruppe C
Das Turnier in Tilburg konnte ebenfalls der Gastgeber, die Tilburg Trappers, für sich entscheiden. Bereits mit dem ersten Sieg über den ungarischen Vertreter Dunaújvárosi Acélbikák sicherten sie sich die Spitzenposition, die sie im Turnierverlauf nicht mehr abgaben. Der Qualifikant KHL Mladost Zagreb brachte es auf lediglich einen Zähler.
| 12. Oktober 2007 | KHL Mladost Zagreb     | 5:6 n. V. (1:3, 4:2, 0:0, 0:1) | SC Energija Elektrėnai | IJssportcentrum, Tilburg Zuschauer: |
| 12. Oktober 2007 | Tilburg Trappers       | 5:4 (0:0, 2:3, 3:1)            | Dunaújvárosi Acélbikák | IJssportcentrum, Tilburg Zuschauer: |
| 13. Oktober 2007 | Dunaújvárosi Acélbikák | 8:2 (2:0, 1:2, 5:0)            | KHL Mladost Zagreb     | IJssportcentrum, Tilburg Zuschauer: |
| 13. Oktober 2007 | Tilburg Trappers       | 8:3 (-:-, -:-, -:-)            | SC Energija Elektrėnai | IJssportcentrum, Tilburg Zuschauer: |
| 14. Oktober 2007 | Dunaújvárosi Acélbikák | 4:1 (-:-, -:-, -:-)            | SC Energija Elektrėnai | IJssportcentrum, Tilburg Zuschauer: |
| 14. Oktober 2007 | Tilburg Trappers       | 8:4 (-:-, -:-, -:-)            | KHL Mladost Zagreb     | IJssportcentrum, Tilburg Zuschauer: |

| Pl. |                        | Sp | S | OTS | OTN | N | Tore  | Punkte |
| 1.  | Tilburg Trappers       | 3  | 3 | 0   | 0   | 0 | 21:11 | 9      |
| 2.  | Dunaújvárosi Acélbikák | 3  | 2 | 0   | 0   | 1 | 16:08 | 6      |
| 3.  | SC Energija Elektrėnai | 3  | 0 | 1   | 0   | 2 | 10:17 | 2      |
| 4.  | KHL Mladost Zagreb     | 3  | 0 | 0   | 1   | 2 | 11:22 | 1      |

#### Gruppe D
Durch einen Sieg des kasachischen Vertreters Kaszink-Torpedo Ust-Kamenogorsk im direkten Vergleich schied der Titelverteidiger HK Junost Minsk bereits in der zweiten Runde aus. Das Turnier in Nowy Targ war zugleich das einzige der zweiten Runde, das nicht die gastgebende Mannschaft gewinnen konnte.
Insgesamt besuchten 3.060 Zuschauer die sechs Turnierspiele.
| 12. Oktober 2007 15:45 Uhr | HK Junost Minsk                 | 9:0 (3:0, 3:0, 3:0)                 | SC Miercurea Ciuc               | Miejska Hala Lodowa, Nowy Targ Zuschauer: 60    |
| 12. Oktober 2007 19:15 Uhr | Podhale Nowy Targ               | 5:2 (3:1, 1:0, 1:1)                 | Kaszink-Torpedo Ust-Kamenogorsk | Miejska Hala Lodowa, Nowy Targ Zuschauer: 800   |
| 13. Oktober 2007 15:15 Uhr | SC Miercurea Ciuc               | 3:4 n. P. (1:2, 1:1, 1:0, 0:0, 0:1) | Podhale Nowy Targ               | Miejska Hala Lodowa, Nowy Targ Zuschauer: 500   |
| 13. Oktober 2007 18:45 Uhr | HK Junost Minsk                 | 1:5 (0:2, 0:1, 1:2)                 | Kaszink-Torpedo Ust-Kamenogorsk | Miejska Hala Lodowa, Nowy Targ Zuschauer: 100   |
| 14. Oktober 2007 14:45 Uhr | Kaszink-Torpedo Ust-Kamenogorsk | 4:2 (1:0, 3:0, 0:2)                 | SC Miercurea Ciuc               | Miejska Hala Lodowa, Nowy Targ Zuschauer: 100   |
| 14. Oktober 2007 18:15 Uhr | Podhale Nowy Targ               | 3:8 (0:5, 2:1, 1:2)                 | HK Junost Minsk                 | Miejska Hala Lodowa, Nowy Targ Zuschauer: 1.500 |

| Pl. |                                 | Sp | S | OTS | OTN | N | Tore  | Punkte |
| 1.  | Kaszink-Torpedo Ust-Kamenogorsk | 3  | 2 | 0   | 0   | 1 | 11:08 | 6      |
| 2.  | HK Junost Minsk                 | 3  | 2 | 0   | 0   | 1 | 18:08 | 6      |
| 3.  | Podhale Nowy Targ               | 3  | 1 | 1   | 0   | 1 | 12:13 | 5      |
| 4.  | SC Miercurea Ciuc               | 3  | 0 | 0   | 1   | 2 | 05:16 | 1      |

### Dritte Runde
Die dritte Runde des Continental Cups fand vom 16. bis zum 18. November 2007 im französischen Grenoble statt.

#### Gruppe E
Während sich Kaszink-Torpedo Ust-Kamenogorsk souverän mit drei Siegen für die Finalrunde qualifizierte, konnte AaB Ishockey überraschend die gastgebenden Brûleurs de Loups de Grenoble im abschließenden Turnierspiel im Penaltyschießen schlagen und erreichte somit ebenfalls das Super Final in Riga. Die Tilburg Trappers konnten nicht in die Entscheidung eingreifen und scheiterten als Gruppenletzter.
Insgesamt besuchten 13.712 Zuschauer die sechs Turnierspiele.
| 16. November 2007 16:00 Uhr | AaB Ishockey                    | 4:2 (2:2, 2:0, 0:0)                 | Tilburg Trappers                | Pôle Sud, Grenoble Zuschauer: 980   |
| 16. November 2007 20:00 Uhr | Brûleurs de Loups de Grenoble   | 1:2 (0:1, 0:0, 1:1)                 | Kaszink-Torpedo Ust-Kamenogorsk | Pôle Sud, Grenoble Zuschauer: 3.163 |
| 17. November 2007 16:00 Uhr | AaB Ishockey                    | 1:4 (0:2, 0:0, 1:2)                 | Kaszink-Torpedo Ust-Kamenogorsk | Pôle Sud, Grenoble Zuschauer: 1.102 |
| 17. November 2007 20:00 Uhr | Brûleurs de Loups de Grenoble   | 6:3 (2:1, 2:2, 2:0)                 | Tilburg Trappers                | Pôle Sud, Grenoble Zuschauer: 3.500 |
| 18. November 2007 16:00 Uhr | Kaszink-Torpedo Ust-Kamenogorsk | 12:0 (2:0, 4:0, 6:0)                | Tilburg Trappers                | Pôle Sud, Grenoble Zuschauer: 1.515 |
| 17. November 2007 20:00 Uhr | Brûleurs de Loups de Grenoble   | 2:3 n. P. (0:1, 2:0, 0:1, 0:0, 0:1) | AaB Ishockey                    | Pôle Sud, Grenoble Zuschauer: 3.452 |

| Pl. |                                 | Sp | S | OTS | OTN | N | Tore  | Punkte |
| 1.  | Kaszink-Torpedo Ust-Kamenogorsk | 3  | 3 | 0   | 0   | 0 | 18:02 | 9      |
| 2.  | AaB Ishockey                    | 3  | 1 | 1   | 0   | 1 | 08:08 | 5      |
| 3.  | Brûleurs de Loups de Grenoble   | 3  | 1 | 0   | 1   | 1 | 09:08 | 4      |
| 4.  | Tilburg Trappers                | 3  | 0 | 0   | 0   | 3 | 05:22 | 0      |

## Super Final
Das Super Final fand vom 4. bis 6. Januar 2008 im lettischen Riga statt. Gesetzt waren der HK Riga 2000 als Gastgeber und der Zweite der russischen Meisterschaft Ak Bars Kasan. Kasan war der Vorjahressieger des IIHF European Champions Cup und konnte sich im Finalturnier durchsetzen. Zusätzlich qualifiziert waren die ersten beiden Mannschaften der dritten Runde. Dies waren zum einen der kasachische Meister Kaszink-Torpedo Ust-Kamenogorsk und zum anderen der dänische Meister AaB Ishockey.
Nach den Duellen am ersten Tag platzierten sich der HK Riga 2000 und Ak Bars Kasan an der Tabellenspitze. Am Folgetag setzte sich die favorisierte Mannschaft aus Kasan alleinig an die Spitze, da Riga dem kasachischen Team aus Öskemen unterlag. Kasan benötigte somit im abschließenden Spiel gegen Riga lediglich einen Punkt, um nach 2007 erneut einen Europapokal zu gewinnen. Dies gelang schließlich durch einen 6:2-Sieg über Riga, die – wie die restlichen Mannschaften auch – das Turnier mit drei Punkten abschlossen.
Insgesamt besuchten 7.400 Zuschauer die sechs Turnierspiele.

### Gruppe F
| 4. Januar 2008 14:40 Uhr | Ak Bars Kasan D. Saripow (7:58) D. Saripow (39:23)                                                                                                  | 2:1 (1:0, 1:1, 0:0) Spielbericht (PDF; 12 kB) | Kaszink-Torpedo Ust-Kamenogorsk N. Sarschizki (30:32)                                                                                | Riga Arena, Riga Zuschauer: 400   |
| 4. Januar 2008 18:40 Uhr | HK Riga 2000 J. Štāls (7:16) T. Chlubna (8:04) R. Daniličs (13:01) T. Chlubna (21:24) Ģ. Ankipāns (25:54) M. Kokļins (30:53) E. Žaltkovskis (48:58) | 7:2 (3:1, 3:0, 1:1) Spielbericht (PDF; 13 kB) | AaB Ishockey D. Matejic (1:22) J. Nielsen (56:46)                                                                                    | Riga Arena, Riga Zuschauer: 1.050 |
| 5. Januar 2008 14:40 Uhr | Ak Bars Kasan D. Archipow (10:13) D. Saripow (33:02) N. Alexejew (36:23) D. Kasionow (56:27)                                                        | 4:1 (1:0, 2:0, 1:1) Spielbericht (PDF; 12 kB) | AaB Ishockey A. Macijevskis (42:13)                                                                                                  | Riga Arena, Riga Zuschauer: 300   |
| 5. Januar 2008 18:40 Uhr | Kaszink-Torpedo Ust-Kamenogorsk R. Startschenko (3:06) N. Sarschizki (4:37) A. Argokow (9:13) A. Ogorodnikow (26:41)                                | 4:3 (3:0, 1:3, 0:0) Spielbericht (PDF; 13 kB) | HK Riga 2000 T. Chlubna (20:53) T. Chlubna (33:21) M. Kokļins (35:43)                                                                | Riga Arena, Riga Zuschauer: 1.200 |
| 6. Januar 2008 14:40 Uhr | HK Riga 2000 A. Ābols (7:44) A. Ābols (14:30) | 2:6 (2:3, 0:3, 0:0) Spielbericht (PDF; 13 kB) | Ak Bars Kasan G. Schafigulin (6:58) J. Hentunen (18:17) M. Schukow (19:10) A. Morosow (27:49) A. Jemelin (29:38) S. Sinowjew (31:39) | Riga Arena, Riga Zuschauer: 4.000 |
| 6. Januar 2008 18:40 Uhr | AaB Ishockey D. Matejic (31:24) B. Henry (37:27) D. Matejic (38:10) B. Rooney (43:32) A. Semjonovs (55:22)                                          | 5:3 (0:1, 3:2, 2:0) Spielbericht (PDF; 13 kB) | Kaszink-Torpedo Ust-Kamenogorsk W. Rifel (9:02) D. Jessirkenow (29:43) A. Komissarow (31:51)                                         | Riga Arena, Riga Zuschauer: 450   |

| Pl. |                                 | Sp | S | OTS | OTN | N | Tore  | Punkte |
| 1.  | Ak Bars Kasan                   | 3  | 3 | 0   | 0   | 0 | 12:04 | 9      |
| 2.  | HK Riga 2000                    | 3  | 1 | 0   | 0   | 2 | 12:12 | 3      |
| 3.  | Kaszink-Torpedo Ust-Kamenogorsk | 3  | 1 | 0   | 0   | 2 | 08:10 | 3      |
| 4.  | AaB Ishockey                    | 3  | 1 | 0   | 0   | 2 | 08:14 | 3      |

## Auszeichnungen
Spielertrophäen
| Auszeichnung       | Spieler         | Team          |
| ------------------ | --------------- | ------------- |
| Bester Torhüter    | Robert Esche    | Ak Bars Kasan |
| Bester Verteidiger | Ilja Nikulin    | Ak Bars Kasan |
| Bester Stürmer     | Tomáš Chlubna   | HK Riga 2000  |
| Topscorer          | Ģirts Ankipāns  | HK Riga 2000  |
| Topscorer          | Sergei Sinowjew | Ak Bars Kasan |

Die Auszeichnungen im Rahmen des Finalturniers erhielten der US-amerikanische Torwart Robert Esche vom Turniersieger Ak Bars Kasan, der Verteidiger Ilja Nikulin ebenfalls aus Kasan sowie der tschechische Stürmer Tomáš Chlubna vom lettischen Klub HK Riga 2000.
Chlubna sicherte sich mit vier Turniertreffern auch die Torjägerkrone des Turniers. Sein Mannschaftskollege Ģirts Ankipāns und Kasans Sergei Sinowjew beendeten in der Scorer- und Vorlagenwertung mit fünf respektive vier Zählern das Turnier jeweils zusammen auf dem ersten Rang. Die beste Fangquote unter den Torhütern wies Rigas Edgars Lūsiņš vor, der 91,04 Prozent der Schüsse auf sein Tor parierte.

### Siegermannschaft
| IIHF-Continental-Cup-Sieger Ak Bars Kasan | Torhüter: Robert Esche, Mika Noronen Verteidiger: Wjatscheslaw Burawtschikow, Ray Giroux, Alexei Jemelin, Ilja Nikulin, Grigori Panin, Andrei Perwyschin, Andrei Subarew, Michail Tjuljapkin Angreifer: Nikita Alexejew, Denis Archipow, Petr Čajánek, Jukka Hentunen, Dmitri Kasionow, Alexei Morosow, Oleg Petrow, Danis Saripow, Grigori Schafigulin, Michail Schukow, Sergei Sinowjew, Alexander Stepanow Cheftrainer: Sinetula Biljaletdinow |